# Maurice Bourguel
Maurice Bourguel (* 1893; † 5. Juni 1932) war ein französischer Chemiker. Die von ihm entdeckte Bourguel-Alkin-Synthese von Alkinen aus 2,3-Dibrompropen und Grignard-Verbindungen trägt seinen Namen.
Maurice Bourguel studierte Chemie und wurde 1925 an der Pariser École normale supérieure mit einer Arbeit über Carbures acétyléniques vrais bei Robert Lespieau promoviert. Mit Lespieau wandte er als einer der ersten französischen Chemiker die Raman-Spektroskopie an.

## Publikationen
- Applications de l'effet Raman a la chimie organique. Bull. Soc. chim. France 53 (1933), S. 469–505.
- mit R. Lespieau: 2,3-Dibromopropene.Org. Synth. 1925, 5, 49, DOI:10.15227/orgsyn.005.0049